# 산성동 (성남시)
산성동(山城洞)은 대한민국 성남시 수정구의 법정동이다.

## 개요
산성동의 동명 유래는 1989년 동명 개편시 남한산성 진입로인 산성로와 접해 있고 단대공원과 단대체육공원, 산성소공원등 녹지공간이 많아 붙여졌다고 한다. 산성동은 단대동 및 창곡동의 일부가 병합된 지역으로서 1983년 10월 1일 단대1동으로부터 분동되어 단대4동으로 불리다가 1989년 5월 1일 수정구가 생기면서 산성동으로 명칭이 변경되었다. 산성동에는 김성골·물방아거리·서낭당 등 자연취락이 있었는 데 특히 김성골은 수원 김씨가 많이 살던 지역이라 하여 불린 이름으로 느티나무 위쪽에는 큰 집터가 있어 주춧돌과 와편이 출토되고 우물도 있었다고 하는 것으로 보아 수원김씨 이전에도 사람이 살았던 지역이라 추정된다.

## 법정동
- 산성동

## 교육
- 성남북초등학교
- 한국폴리텍1대학
- 창성중학교

## 교통

### 지하철
- ● 수도권 전철 8호선
  - 산성역

## 주요 시설
- 단대공원
- 성남수정도서관